# Stalkruidvedermot
De stalkruidvedermot (Marasmarcha lunaedactyla) is een vlinder uit de familie vedermotten (Pterophoridae). De wetenschappelijke naam is voor het eerst geldig gepubliceerd in 1811 door Haworth.
De soort komt voor in Europa.